# Jamajka na Letních olympijských hrách 1948
Jamajka se účastnila Letní olympiády 1948 v Londýně.

## Medailisté
| Medaile | Jméno         | Sport    | Soutěž            |
| ------- | ------------- | -------- | ----------------- |
| Zlato   | Arthur Wint   | Atletika | Muži běh na 400 m |
| Stříbro | Arthur Wint   | Atletika | Muži běh na 800 m |
| Stříbro | Herb McKenley | Atletika | Muži běh na 400 m |